# بوبان بابونسکی
بوبان بابونسکی (۵ مهٔ ۱۹۶۸) یک بازیکن فوتبال اهل مقدونیه است. وی در تیم ملی فوتبال مقدونیه بازی کرده است.